# 漳河乡
漳河乡是中国陕西省安康市岚皋县下辖的一个乡。

## 行政区划
漳河乡下辖以下行政区：
漆扒村、青岩村、洛阳村、白鹤村、葵花村、双台村、长滩村、双向村、东河村